# الحارث بن أبي صعصعة
الحارث بن أبي صعصعة (المتوفي سنة 12 هـ) صحابي من بني مازن بن النجار من الخزرج. شهد غزوة أحد، كما شهد حروب الردة، وقُتل في معركة اليمامة.